# 俯冲极性反转
俯冲极性反转（英語：subducation polarity reversal）
是指在会聚邊界，两个板块互换角色的地质过程：即上覆板块成为下降板块，反之亦然
。例如蘇俄太平洋堪察加半島、印度尼西亞韋塔島 等地皆報道有俯冲极性反转地质过程。
俯冲极性反转的成因是当兩大洋板塊碰撞時發生，密度较高的大洋板块往下俯冲，另一块則覆盖在下降的板块之上。 如果俯冲的大洋板块上帶有大陆地壳，當大陆地壳邊緣被俯冲板块帶到俯冲帶時，因大陆地壳質輕具浮力，不能向下俯冲，就造成板块的俯冲变得更慢，甚至可能停止后再進行俯冲极性反转.